# Уэбстер, Фрэнк
Фрэнк Уэбстер (англ. Frank Webster; 27 сентября 1950, Дарем, Великобритания) — британский социолог. Критически описал Теории информационного общества Д. Белла, М. Кастельса, Г. Шиллера, Ю. Хабермаса, Э. Гидденса, Ж. Бодрийяра и З. Баумана). Публикация широко обсуждалась и критиковалась.

## Биография
Фрэнк Уэбстер родился в местечке Нью Каундон, шахтёрской деревне в Дареме, Англия. В 1974 году получил степень магистра по социологии в Даремском университете. Доктор философии с 1978 (защитился в Лондонской школе экономики и политических наук). Работал в качестве приглашённого и постоянного профессора в нескольких высших учебных заведениях Великобритании, включая Бирмингемский университет. C 2003 работал в Лондонском городском университете, где в 2008—2012 годах занимал должность заведующего кафедрой социологии. Ушёл на пенсию в 2013.
С 1970-х годов исследования Фрэнка Уэбстера были сосредоточены вокруг информационно-коммуникационных тенденций. Он также интересовался влиянием передовых технологий на библиотеки, вопросами урбанизации и новых медиа. В последнее время он исследовал феномен информационных войн. В 2008 опубликовал работу «Anti-War Activism: New Media and Protest in the Information Age», написанную совместно с социологами Кевином Гилланом и Дженни Пикерилл.
Одна из самых известных книг Уэбстера — «Теории информационного общества» (1995) — была дополнена и переиздана в 2014.

## Публикации
- The New Photography: Responsibility in Visual Communication Calder, 1980
- Information Technology: A Luddite Analysis. (with Kevin Robins) New Jersey, 1986
- The Technical Fix: Computers, Industry and Education (with Kevin Robins) 1989
- Theories of the Information Society 1995, 4th edition 2014
- Information Society: Conception and Critique in Hall, Executive editor: Allen Kent[англ.] ; Administrative editor: Carolyn M. Encyclopedia of library and information science (англ.). — 1. print.. — New York: M. Dekker[англ.], 1996. — Vol. 58. — P. 74—112. — (Supplement 21). — ISBN 082472058X.
- The Postmodern University? Contested Visions of Higher Education (with A.Smith) 1997
- Times of the Technoculture: from the Information Society to the Virtual Life (with Kevin Robins) 1999
- Understanding Contemporary Society: Theories of the Present (with G.Browning and A.Halcli) 2000
- Culture and Politics in the Information Age: A New Politics? 2001
- The Virtual University: Knowledge, Markets and Management (with Kevin Robins)2002
- The Intensification of Surveillance: crime, terrorism and warfare in the information era. (with Kirstie Ball) 2003
- The Information Society Reader 2004
- Manuel Castells: Masters of Modern Social Thought, 3 volumes (with Basil Dimitriou) 2004
- Journalists under Fire: Information War and Journalistic Practices 2006 (with Howard Tumber)
- Anti-War Activism: New Media and Protest in the Information Age 2008 (with Kevin Gillan and Jennifer Pickerill)
- Kevin Robins and Frank Webster (1988). "Cybernetic Capitalism: Information, Technology, Everyday Life, " in: Vincent Mosko & Janet Wasko (eds.), The Political Economy of Information, Madison: The University of Wisconsin Press, pp. 45–75. Online

## Издания на русском языке
- Уэбстер Ф. Теории информационного общества / Пер. с англ. М. В. Арапова и Н. В. Малыхиной; Под ред. Е. Л. Вартановой.  — М. : Аспект Пресс, 2004. — 399 с. ISBN 5-7567-0342-X : 5000